# Calendrier de la saison de cyclo-cross masculine 2020-2021
Navigation
2019-2020 2021-2022
Le calendrier de la saison de cyclo-cross masculine 2020-2021 regroupe des courses de cyclo-cross débutant le 13 septembre 2020 et finissant le 21 février 2021. Les épreuves individuelles sont classées en cinq catégories. La plus haute catégorie regroupe les épreuves de la coupe du monde (CDM), qui donne lieu à un classement. Derrière elles, on retrouve les courses de catégorie C1 et C2, qui attribuent des points pour le classement mondial, ensuite les courses réservées aux moins de 23 ans, appelés également espoirs (catégorie CU) et enfin les courses pour les juniors (catégorie CJ). On retrouve également les championnats nationaux (CN) qui sont organisés dans une trentaine de pays.
En raison de la pandémie de covid-19, plusieurs événements récurrents ne sont pas organisés cette saison.

## Calendrier

### Septembre
| Date | Course                             | Classe | Vainqueur     | Équipe                     |
| ---- | ---------------------------------- | ------ | ------------- | -------------------------- |
| 13   | EKZ CrossTour #1, Baden            | C1     | Lars Forster  | SCOTT-SRAM MTB Racing      |
| 26   | Ethias Cross - Rapencross, Lokeren | C2     | Eli Iserbyt   | Pauwels Sauzen-Bingoal     |
| 26   | Toi Toi Cup #1, Mladá Boleslav     | C2     | Michael Boroš | ČEZ Cyklo Tábor            |
| 27   | Toi Toi Cup #2, Holé Vrchy         | C2     | Lander Loockx | Group Hens-Maes Containers |

### Octobre
| Date | Course                                       | Classe | Vainqueur                                   | Équipe                                      |
| ---- | -------------------------------------------- | ------ | ------------------------------------------- | ------------------------------------------- |
| 3    | Ethias Cross - Polderscross, Kruibeke        | C2     | Toon Aerts                                  | Telenet-Baloise Lions                       |
| 4    | Grand Prix Raková, Raková                    | C2     | Annulé en raison de la pandémie de covid-19 | Annulé en raison de la pandémie de covid-19 |
| 10   | CX Täby Park, Täby                           | C2     | Gianni Siebens                              | Urbano Cycling Team                         |
| 11   | Superprestige #1, Gieten                     | C1     | Toon Aerts                                  | Telenet-Baloise Lions                       |
| 11   | Grand Prix Podbrezová, Podbrezová            | C2     | Annulé en raison de la pandémie de covid-19 | Annulé en raison de la pandémie de covid-19 |
| 11   | Internationales Radquer Steinmaur, Steinmaur | C2     | Kevin Kuhn                                  | Tormans CX Team                             |
| 11   | Stockholm cyclocross, Stockholm              | C2     | Steve Chainel                               | Cross Team Legendre                         |
| 11   | Coupe d'Espagne #1, Sueca                    | C2     | Felipe Orts                                 | Teika-Gsport-BH                             |
| 17   | Ethias Cross - Beringen, Beringen            | C2     | Toon Aerts                                  | Telenet-Baloise Lions                       |
| 18   | EKZ CrossTour #2, Berne                      | C1     | Michael Vanthourenhout                      | Pauwels Sauzen-Bingoal                      |
| 24   | Superprestige #2, Ruddervoorde               | C1     | Eli Iserbyt                                 | Pauwels Sauzen-Bingoal                      |
| 24   | Coupe de France #1, Vittel                   | C2     | Annulé en raison de la pandémie de covid-19 | Annulé en raison de la pandémie de covid-19 |
| 24   | Grand prix Porac, Porac                      | C2     | Annulé en raison de la pandémie de covid-19 | Annulé en raison de la pandémie de covid-19 |
| 25   | Coupe de France #2, Vittel                   | C2     | Annulé en raison de la pandémie de covid-19 | Annulé en raison de la pandémie de covid-19 |
| 25   | Munich Super Cross, Munich                   | C2     | Annulé en raison de la pandémie de covid-19 | Annulé en raison de la pandémie de covid-19 |
| 31   | X²O Badkamers Trofee #1, Audenarde           | C1     | Eli Iserbyt                                 | Pauwels Sauzen-Bingoal                      |
| 31   | Castle Cross, Micăsasa                       | C2     | Annulé en raison de la pandémie de covid-19 | Annulé en raison de la pandémie de covid-19 |
| 31   | Grand-Prix de la Commune de Contern, Contern | C2     | Annulé en raison de la pandémie de covid-19 | Annulé en raison de la pandémie de covid-19 |
| 31   | Ruts 'n' Guts #1, Broken Arrow               | C2     | Annulé en raison de la pandémie de covid-19 | Annulé en raison de la pandémie de covid-19 |

### Novembre
| Date | Course                                                 | Classe | Vainqueur                                   | Équipe                                      |
| ---- | ------------------------------------------------------ | ------ | ------------------------------------------- | ------------------------------------------- |
| 1    | Gran Premi Les Franqueses, Les Franqueses del Vallès   | C2     | Annulé en raison de la pandémie de covid-19 | Annulé en raison de la pandémie de covid-19 |
| 1    | November Cross, Micăsasa                               | C2     | Annulé en raison de la pandémie de covid-19 | Annulé en raison de la pandémie de covid-19 |
| 1    | Ruts 'n' Guts #2, Broken Arrow                         | C2     | Annulé en raison de la pandémie de covid-19 | Annulé en raison de la pandémie de covid-19 |
| 8    | Championnats d'Europe de cyclo-cross, Bois-le-Duc      | CC     | Eli Iserbyt                                 | Pauwels Sauzen-Bingoal                      |
| 11   | Superprestige #3, Niel                                 | C1     | Laurens Sweeck                              | Pauwels Sauzen-Bingoal                      |
| 11   | Cyclo-cross International de la Solidarité, Lutterbach | C2     | Annulé en raison de la pandémie de covid-19 | Annulé en raison de la pandémie de covid-19 |
| 14   | Ethias Cross - Leuven, Louvain                         | C1     | Laurens Sweeck                              | Pauwels Sauzen-Bingoal                      |
| 14   | Coupe de France #3, Quelneuc                           | C2     | Annulé en raison de la pandémie de covid-19 | Annulé en raison de la pandémie de covid-19 |
| 14   | Lunca Timisului CX Cup, Timisoara                      | C2     | Annulé en raison de la pandémie de covid-19 | Annulé en raison de la pandémie de covid-19 |
| 14   | Resolution 'Cross Cup #1, Garland                      | C2     | Annulé en raison de la pandémie de covid-19 | Annulé en raison de la pandémie de covid-19 |
| 15   | Coupe de France #4, Quelneuc                           | C2     | Annulé en raison de la pandémie de covid-19 | Annulé en raison de la pandémie de covid-19 |
| 15   | Toi Toi Cup #3, Hlinsko                                | C2     | Annulé en raison de la pandémie de covid-19 | Annulé en raison de la pandémie de covid-19 |
| 15   | Coupe d'Espagne #2, Alcobendas                         | C2     | Annulé en raison de la pandémie de covid-19 | Annulé en raison de la pandémie de covid-19 |
| 15   | Resolution 'Cross Cup #2, Garland                      | C2     | Annulé en raison de la pandémie de covid-19 | Annulé en raison de la pandémie de covid-19 |
| 17   | Toi Toi Cup #4, Rýmařov                                | C2     | Michael Boroš                               | ČEZ Cyklo Tábor                             |
| 17   | Grand Prix Krupina, Krupina                            | C2     | Annulé en raison de la pandémie de covid-19 | Annulé en raison de la pandémie de covid-19 |
| 21   | North Carolina Grand Prix #1, Hendersonville           | C2     | Annulé en raison de la pandémie de covid-19 | Annulé en raison de la pandémie de covid-19 |
| 22   | Bryksy Cross Gościęcin, Gościęcin                      | C2     | Marek Konwa                                 | UKS Krupiński Suszec                        |
| 22   | Gran Premio Mamma E Papa Guerciotti AM, Milan          | C2     | Annulé en raison de la pandémie de covid-19 | Annulé en raison de la pandémie de covid-19 |
| 22   | KANSAI Cyclo Cross Makino Round, Takashima             | C2     | Hijiri Oda                                  | Yowamushi Pedal                             |
| 22   | Superprestige #4, Merksplas                            | C2     | Michael Vanthourenhout                      | Pauwels Sauzen-Bingoal                      |
| 22   | Toi Toi Cup #5, Jičín                                  | C2     | Jakob Dorigoni                              | Selle Italia Guerciotti                     |
| 22   | North Carolina Grand Prix #2, Hendersonville           | C2     | Annulé en raison de la pandémie de covid-19 | Annulé en raison de la pandémie de covid-19 |
| 28   | Grand Prix Trnava, Trnava                              | C2     | Lander Loockx                               | Group Hens-Maes Containers                  |
| 28   | X²O Badkamers Trofee #2, Courtrai                      | C2     | Eli Iserbyt                                 | Pauwels Sauzen-Bingoal                      |
| 29   | Coupe du monde de cyclo-cross #1, Tábor                | CDM    | Michael Vanthourenhout                      | Pauwels Sauzen-Bingoal                      |
| 29   | Grand Prix Podbrezová, Podbrezová                      | C2     | Lander Loockx                               | Group Hens-Maes Containers                  |
| 29   | Abadiñoko Udala Saria, Abadiano                        | C2     | Annulé en raison de la pandémie de covid-19 | Annulé en raison de la pandémie de covid-19 |

### Décembre
| Date | Course                                                        | Classe | Vainqueur                                   | Équipe                                      |
| ---- | ------------------------------------------------------------- | ------ | ------------------------------------------- | ------------------------------------------- |
| 5    | Toi Toi Cup #6, Čáslav                                        | C2     | Annulé en raison de la pandémie de covid-19 | Annulé en raison de la pandémie de covid-19 |
| 6    | Grand Prix Topoľčianky, Topoľčianky                           | C2     | Mathieu Morichon                            | Royal Bike Shop                             |
| 6    | Superprestige #5, Boom                                        | C2     | Eli Iserbyt                                 | Pauwels Sauzen-Bingoal                      |
| 6    | 12° International Cyclocross Increa Brugherio, Brugherio      | C2     | Annulé en raison de la pandémie de covid-19 | Annulé en raison de la pandémie de covid-19 |
| 8    | Ciclocross del Ponte, Fae' Di Oderzo                          | C2     | Annulé en raison de la pandémie de covid-19 | Annulé en raison de la pandémie de covid-19 |
| 12   | X²O Badkamers Trofee #3, Anvers                               | C1     | Mathieu van der Poel                        | Alpecin-Fenix                               |
| 12   | Coupe d'Espagne #3, Xàtiva                                    | C2     | Felipe Orts                                 | Teika-Gsport-BH                             |
| 12   | Toi Toi Cup #7, Kolín                                         | C2     | Marek Konwa                                 | UKS Krupiński Suszec                        |
| 12   | Coupe de France #5, Liévin                                    | C2     | Annulé en raison de la pandémie de covid-19 | Annulé en raison de la pandémie de covid-19 |
| 12   | Utsunomiya Cyclo Cross #1, Utsunomiya                         | C2     | Annulé en raison de la pandémie de covid-19 | Annulé en raison de la pandémie de covid-19 |
| 13   | Superprestige #6, Gavere                                      | C1     | Tom Pidcock                                 | Trinity Racing                              |
| 13   | Coupe d'Espagne #4, Valence                                   | C2     | Felipe Orts                                 | Teika-Gsport-BH                             |
| 13   | Coupe de France #6, Liévin                                    | C2     | Annulé en raison de la pandémie de covid-19 | Annulé en raison de la pandémie de covid-19 |
| 13   | Utsunomiya Cyclo Cross #2, Utsunomiya                         | C2     | Annulé en raison de la pandémie de covid-19 | Annulé en raison de la pandémie de covid-19 |
| 13   | Ziklo Kross Igorre, Igorre                                    | C2     | Annulé en raison de la pandémie de covid-19 | Annulé en raison de la pandémie de covid-19 |
| 20   | Coupe du monde de cyclo-cross #2, Namur                       | CDM    | Mathieu van der Poel                        | Alpecin-Fenix                               |
| 20   | Sparkassen Radquerfeldein Grand Prix Stadl-Paura, Stadl-Paura | C2     | Annulé en raison de la pandémie de covid-19 | Annulé en raison de la pandémie de covid-19 |
| 22   | Ethias Cross - Cyclocross Essen, Essen                        | C1     | Mathieu van der Poel                        | Alpecin-Fenix                               |
| 23   | X²O Badkamers Trofee #4, Herentals                            | C2     | Wout van Aert                               | Jumbo-Visma                                 |
| 23   | Kasteelcross Zonnebeke, Zonnebeke                             | C2     | Annulé en raison de la pandémie de covid-19 | Annulé en raison de la pandémie de covid-19 |
| 26   | Superprestige #7, Zolder                                      | C1     | Mathieu van der Poel                        | Alpecin-Fenix                               |
| 26   | Cross-Race GP Luzern, Pfaffnau                                | C2     | Annulé en raison de la pandémie de covid-19 | Annulé en raison de la pandémie de covid-19 |
| 27   | Coupe du monde de cyclo-cross #3, Termonde                    | CDM    | Wout van Aert                               | Jumbo-Visma                                 |
| 30   | Ethias Cross - Versluys Cyclocross, Bredene                   | C2     | Mathieu van der Poel                        | Alpecin-Fenix                               |

### Janvier
| Date | Course                                        | Classe | Vainqueur                                   | Équipe                                      |
| ---- | --------------------------------------------- | ------ | ------------------------------------------- | ------------------------------------------- |
| 1    | X²O Badkamers Trofee #5, Baal                 | C1     | Mathieu van der Poel                        | Alpecin-Fenix                               |
| 1    | Grand Prix Garage Collé, Pétange              | C2     | Annulé en raison de la pandémie de covid-19 | Annulé en raison de la pandémie de covid-19 |
| 2    | Troyes Cyclocross International, Troyes       | C1     | David van der Poel                          | Alpecin-Fenix                               |
| 2    | Cyclocross Gullegem, Gullegem                 | C2     | Mathieu van der Poel                        | Alpecin-Fenix                               |
| 2    | EKZ CrossTour #3, Hittnau                     | C1     | Kevin Kuhn                                  | Tormans Cyclo Cross Team                    |
| 3    | Coupe du monde de cyclo-cross #4, Hulst       | CDM    | Mathieu van der Poel                        | Alpecin-Fenix                               |
| 3    | Ormaiztegiko Ziklo Kross proba, Ormaiztegi    | C2     | Annulé en raison de la pandémie de covid-19 | Annulé en raison de la pandémie de covid-19 |
| 6    | Elorrioko Basqueland Ziklokrosa, Elorrio      | C1     | Annulé en raison de la pandémie de covid-19 | Annulé en raison de la pandémie de covid-19 |
| 11   | Cyclocross Otegem, Otegem                     | C2     | Annulé en raison de la pandémie de covid-19 | Annulé en raison de la pandémie de covid-19 |
| 16   | Zilvermeercross, Mol                          | C1     | Wout van Aert                               | Jumbo-Visma                                 |
| 17   | International Cyclocross Rucphen, Rucphen     | C2     | Annulé en raison de la pandémie de covid-19 | Annulé en raison de la pandémie de covid-19 |
| 17   | Grand Prix Möbel Alvisse, Leudelange          | C2     | Annulé en raison de la pandémie de covid-19 | Annulé en raison de la pandémie de covid-19 |
| 17   | ZAO-sama Cup Tohoku CX Series, Zaō            | C2     | Annulé en raison de la pandémie de covid-19 | Annulé en raison de la pandémie de covid-19 |
| 23   | X²O Badkamers Trofee #6, Hamme                | C1     | Mathieu van der Poel                        | Alpecin-Fenix                               |
| 24   | Coupe du monde de cyclo-cross #5, Overijse    | CDM    | Wout van Aert                               | Jumbo-Visma                                 |
| 31   | Championnats du monde de cyclo-cross, Ostende | CM     | Mathieu van der Poel                        | Alpecin-Fenix                               |

### Février
| Date | Course                                      | Classe | Vainqueur                                   | Équipe                                      |
| ---- | ------------------------------------------- | ------ | ------------------------------------------- | ------------------------------------------- |
| 3    | Ethias Cross - Parkcross, Maldeghem         | C2     | Annulé en raison de la pandémie de covid-19 | Annulé en raison de la pandémie de covid-19 |
| 6    | Superprestige #8, Middelkerke               | C1     | Laurens Sweeck                              | Pauwels Sauzen-Bingoal                      |
| 7    | X²O Badkamers Trofee #7, Lille              | C1     | Laurens Sweeck                              | Pauwels Sauzen-Bingoal                      |
| 13   | Ethias Cross - Grand Prix Eeklo, Eeklo      | C2     | Quinten Hermans                             | Tormans Cyclo Cross Team                    |
| 14   | X²O Badkamers Trofee #8, Bruxelles          | C1     | Toon Aerts                                  | Baloise Trek Lions                          |
| 20   | Ethias Cross - Waaslandcross, Saint-Nicolas | C2     | Eli Iserbyt                                 | Pauwels Sauzen-Bingoal                      |
| 21   | Internationale Sluitingsprijs, Oostmalle    | C1     | Laurens Sweeck                              | Pauwels Sauzen-Bingoal                      |

## Championnats nationaux (CN)
| Nation             | Date                                             | Élites                                           | Moins de 23 ans                                  | Juniors                                          |
| ------------------ | ------------------------------------------------ | ------------------------------------------------ | ------------------------------------------------ | ------------------------------------------------ |
| Allemagne          | 3 octobre 2021                                   | Marcel Meisen                                    | Pascal Tömke                                     | Fabian Eder                                      |
| Australie          | Annulés en raison de la pandémie de covid-19     | Annulés en raison de la pandémie de covid-19     | Annulés en raison de la pandémie de covid-19     | Annulés en raison de la pandémie de covid-19     |
| Autriche           | 10 janvier 2021                                  | Daniel Federspiel                                | N/A                                              | Jakob Purtscheller                               |
| Belgique           | 10 janvier 2021                                  | Wout van Aert                                    | Annulés en raison de la pandémie de covid-19     | Annulés en raison de la pandémie de covid-19     |
| Canada             | Annulés en raison de la pandémie de covid-19     | Annulés en raison de la pandémie de covid-19     | Annulés en raison de la pandémie de covid-19     | Annulés en raison de la pandémie de covid-19     |
| Croatie            | 21 février 2021                                  | Viktor Potočki                                   | N/A                                              | Ivan Okmažić                                     |
| Danemark           | 10 janvier 2021                                  | Sebastian Fini Carstensen                        | Oliver Vedersø Sølvhøj                           | Annulé (covid-19)                                |
| Espagne            | 10 janvier 2021                                  | Felipe Orts                                      | Iván Feijoo                                      | Miguel Rodriguez Novoa                           |
| Estonie            | 24 octobre 2020                                  | Martin Loo                                       | Rait Ärm                                         | Madis Mihkels                                    |
| États-Unis         | Annulés en raison de la pandémie de covid-19     | Annulés en raison de la pandémie de covid-19     | Annulés en raison de la pandémie de covid-19     | Annulés en raison de la pandémie de covid-19     |
| Finlande           | 31 octobre 2020                                  | Antti-Jussi Juntunen                             | N/A                                              | Tomas-Casimir Niemi                              |
| France,            | 10 janvier 2021                                  | Clément Venturini                                | Antoine Huby                                     | Nathan Bommenel                                  |
| Grande-Bretagne    | Annulés en raison de la pandémie de covid-19     | Annulés en raison de la pandémie de covid-19     | Annulés en raison de la pandémie de covid-19     | Annulés en raison de la pandémie de covid-19     |
| Hongrie            | 10 janvier 2021                                  | Zsolt Búr                                        | N/A                                              | Márk Takács-Valent                               |
| Irlande            | Annulés en raison de la pandémie de covid-19     | Annulés en raison de la pandémie de covid-19     | Annulés en raison de la pandémie de covid-19     | Annulés en raison de la pandémie de covid-19     |
| Islande            | Annulés en raison de la pandémie de covid-19     | Annulés en raison de la pandémie de covid-19     | Annulés en raison de la pandémie de covid-19     | Annulés en raison de la pandémie de covid-19     |
| Italie             | 10 janvier 2021                                  | Gioele Bertolini                                 | Filippo Fontana                                  | Bryan Olivo                                      |
| Japon              | 28 novembre 2020                                 | Toki Sawada                                      | Raito Suzuki                                     | Yujiro Murakami                                  |
| Lituanie           | 25 octobre 2020                                  | Domas Manikas                                    | N/A                                              | N/A                                              |
| Luxembourg         | Annulés en raison de la pandémie de covid-19     | Annulés en raison de la pandémie de covid-19     | Annulés en raison de la pandémie de covid-19     | Annulés en raison de la pandémie de covid-19     |
| Norvège            | Annulés en raison des conditions météorologiques | Annulés en raison des conditions météorologiques | Annulés en raison des conditions météorologiques | Annulés en raison des conditions météorologiques |
| Nouvelle-Zélande   | Annulés en raison de la pandémie de covid-19     | Annulés en raison de la pandémie de covid-19     | Annulés en raison de la pandémie de covid-19     | Annulés en raison de la pandémie de covid-19     |
| Pays-Bas           | Annulés en raison de la pandémie de covid-19     | Annulés en raison de la pandémie de covid-19     | Annulés en raison de la pandémie de covid-19     | Annulés en raison de la pandémie de covid-19     |
| Pologne            | 24 janvier 2021                                  | Marek Konwa                                      | Stanisław Nowak                                  | Łukasz Juszczak                                  |
| Portugal           | 21 février 2021                                  | Mário Miranda Costa                              | Annulés en raison de la pandémie de covid-19     | Annulés en raison de la pandémie de covid-19     |
| République tchèque | 9 janvier 2021                                   | Michael Boroš                                    | N/A                                              | Pavel Jindřich                                   |
| Roumanie           | Annulés en raison de la pandémie de covid-19     | Annulés en raison de la pandémie de covid-19     | Annulés en raison de la pandémie de covid-19     | Annulés en raison de la pandémie de covid-19     |
| Slovaquie          | 5 décembre 2020                                  | Matej Ulík                                       | N/A                                              | Lukáš Sokolík                                    |
| Suède              | Annulés en raison de la pandémie de covid-19     | Annulés en raison de la pandémie de covid-19     | Annulés en raison de la pandémie de covid-19     | Annulés en raison de la pandémie de covid-19     |
| Suisse             | 10 janvier 2021                                  | Kevin Kuhn                                       | Dario Lillo                                      | Jan Christen                                     |
| Russie             | 24 octobre 2020                                  | Stanislav Antonov                                | N/A                                              | Nikita Filippov                                  |

## Nombres de victoires
| # | Coureur                | Équipe                     | Vict | CDM | SP | X²O | ETH |
| - | ---------------------- | -------------------------- | ---- | --- | -- | --- | --- |
| 1 | Mathieu van der Poel   | Alpecin-Fenix              | 10   | 2   | 1  | 3   | 2   |
| 2 | Eli Iserbyt            | Pauwels Sauzen-Bingoal     | 7    |     | 2  | 2   | 2   |
| 3 | Wout van Aert          | Jumbo-Visma                | 5    | 2   |    | 1   |     |
| 4 | Laurens Sweeck         | Pauwels Sauzen-Bingoal     | 5    |     | 2  | 1   | 1   |
| 5 | Toon Aerts             | Baloise Trek Lions         | 4    |     | 1  | 1   | 2   |
| 6 | Felipe Orts            | Teika-Gsport-BH            | 4    |     |    |     |     |
| 7 | Michael Vanthourenhout | Pauwels Sauzen-Bingoal     | 3    | 1   | 1  |     |     |
| 8 | Lander Loockx          | Group Hens-Maes Containers | 3    |     |    |     |     |
| - | Michael Boroš          | ČEZ Cyklo Tábor            | 3    |     |    |     |     |
| - | Kevin Kuhn             | Tormans Cyclo Cross Team   | 3    |     |    |     |     |
| - | Marek Konwa            | UKS Krupiński Suszec       | 3    |     |    |     |     |

### Compétitions
- Coupe du monde de cyclo-cross 2020-2021
- Superprestige 2020-2021
- X²O Badkamers Trofee 2020-2021
- Coupe de France de cyclo-cross 2020
- Toi Toi Cup 2020-2021
- EKZ CrossTour 2020-2021
- Coupe d'Espagne de cyclo-cross 2020
- Ethias Cross
- Championnats du monde de cyclo-cross 2021